# Східно-Довгівське газове родовище
Східно-Довгівське газове родовище — належить до Більче-Волицького нафтогазоносного району Передкарпатської нафтогазоносної області Західного нафтогазоносного регіону України.

## Опис
Розташоване у Львівській області на відстані 15 км від м. Дрогобич.
Приурочене до північно-західної частини Косівсько-Угерської підзони Більче-Волицької зони. Східно-Довгівська структура виявлена в 1987 р. Вона складена юрськими, гельветськими, баденськими та сарматськими утвореннями і являє собою систему трьох блоків, які прилягають на півд. заході до регіонального Краковецького розлому, а з північного сходу обмежені поздовжнім порушенням. Блоки мають розміри 2,0х1,5; 2,2х1,7 та 1,3х1,0 м і висоту відповідно 90; 80 та 60 м.
Перший промисловий приплив газу отримано з інт. 1709—1716 м у 1987 р. Колектори — пісковики.
Поклади пластові, тектонічно екрановані, деякі також літологічно обмежені. Режим Покладів газовий та водонапірний. Запаси початкові видобувні категорій А+В+С1: газу — 723 млн. м³.